# Drużnaja 4
Drużnaja 4 (ros. Дружная-4) – letnia stacja polarna należąca do Rosji (wcześniej radziecka), położona na Wybrzeżu Ingrid Christensen na Antarktydzie Wschodniej.

## Położenie i warunki
Stacja znajduje się na nunataku Landing, na wybrzeżu zatoki Sannefjord będącej częścią dużej Zatoki Prydza. Na południe od stacji teren wznosi się stopniowo, przechodząc w kopułę lodową wnętrza kontynentu. Klimat tego miejsca sprzyja pracy sezonowej. W okresie wiosenno-letnim (listopad-marzec) temperatury wynoszą typowo od -25 do 0 °C, na początku i końcu sezonu mogą spaść do –30 °C.

## Działalność
Stacja ta była czwartą radziecką bazą na Antarktydzie noszącą tę nazwę. Pierwszą z nich (Drużnaja 1) otwarto w 1975 roku i wykorzystywano do 1986.
Stacja Drużnaja 4 została otwarta 1 stycznia 1987 roku. Miała ona zapewniać wsparcie logistyczne dla stacji Sojuz działającej w Górach Księcia Karola, a także pomoc dla polarników zimujących w stacji Progress. Działalność stacji została zawieszona w 1991 roku, została ona ponownie uruchomiona w sezonie letnim 1994-95.